# テレビCM30年史
テレビCM30年史（てれびしーえむさんじゅうねんし）は1988年12月31日にフジテレビ系列で放送されたCMバラエティ番組。

## 概要
- 「昭和」最後のフジテレビ大晦日ゴールデンタイム番組で、CMの30年史を振り替える番組。
- その後、さんま・楠田コンビの司会は「フジサンケイグループ広告大賞」（1991年 - 2011年）に、枠コーナーの「日本列島CMお国自慢」は「邦ちゃんのやまだかつてないテレビ」の「関根くんのかつてないCMランド」、のちの「広告大賞」枠コーナーの「地方CM大賞」に生かされた。

## 放送時間
放送時間は土曜18:30 - 21:24の放送であった。
- 19:00の「所さんのただものではない!」、19:30の「名門!第三野球部」、20:00の「オレたちひょうきん族」、21:03の「ゴールデン洋画劇場」（21:00の予告番組を含む）は休止。18:30の「おそ松くん」（第2作）は17:00 - 18:00に拡大繰り上げし、「おそ松くんスペシャル あっぱれ! チビ太の鬼たいじ」として放送、20:54の「FNNニュース・明日の天気」は21:24に繰り下げ。

## 出演者
- 司会
  - 明石家さんま
  - 楠田枝里子
- トークゲスト
  - 山田邦子
  - 樹木希林
  - 片岡鶴太郎
  - 伊東四朗
  - 武田鉄矢
- 集まれCM大好きNo.1クイズ
  - 所ジョージ
  - 富田靖子
  - 高田純次
  - 淡谷のり子
  - 浅茅陽子
  - 清水ミチコ
  - 西崎幸広（当時・日本ハムファイターズ選手）
  - 渡辺徹
- 日本列島CMお国自慢
  - 笑福亭鶴瓶
  - 関根勤
  - 斉藤由貴
  - 宮沢りえ
  - 小倉久寛
  - カケフくん
- CMプロ野球ニュース
  - 大島智子（現・大島さと子）
  - ビートたけし

## スタッフ
- ブレーン：天野祐吉、永六輔、川崎徹、河村民子、島森路子、仲畑貴志、堀井博次、山川浩二
- 構成：高平哲郎 / 加藤芳一、鶴間政行、鈴木清一、三木聡
- 指揮：樋口康雄
- 演奏：芍薬トリオ、新音楽協会
- 技術：
  - TD：大嶋隆（フジテレビ）
  - カメラ：森田修・金久保達郎・加藤文也・西尾章（全員フジテレビ）
  - 音声：柴田賢司（フジテレビ）
  - VE：井上武典（フジテレビ）
  - 照明：大和田恵久・植松良友（共にフジテレビ）
  - 音響効果：佐藤昭・西野有彦（4-Legs）
  - 編集：秋葉武弘・根岸義行（IMAGICA）
  - MA：植松巌（IMAGICA）
- 美術：
  - 美術制作：重松照英（フジテレビ）
  - デザイン：高橋幸夫
  - 美術進行：金子隆
  - 大道具：山崎博康
  - 装飾：村木隆
  - 持道具：若林一也
  - メイク：小山徳美
  - 視覚効果：高橋信一
  - 電飾：酒井直光
  - アクリル装飾：佐藤則雄
  - 植木装飾：須田信治
  - タイトル：岩崎光明
  - 人形：佐藤むさく（スタジオモア）
- スタイリスト：矢野悦子（さんま担当）、滝本文子
- 協力：朝日放送、周防猿まわし会、円谷プロ、Mプロジェクト、スパーブ、マミフラワーデザイン
- 衣裳協力：KENSHO ABE、GUIDO PASQUAL MILANO
- 取材：新井隆志・鈴木リカ・斉藤夏代（ペンハウス）、山本佳生、中川隆行
- 制作：
  - 企画：山縣慎司・石原隆（共にフジテレビ）
  - 広報：新藤善之（フジテレビ）
  - デスク：野澤淑恵
  - TK：山中京子、由田佳奈子
  - AD：清水淳司（フジテレビ）、山田洋久、代々木明徳（フジテレビ）、東秀夫、笠井昌章（フジテレビ）、吉田一浩
- プロデューサー：青柳弘邦・篠原敏郎・桜井郁子（全員フジテレビ）、松下幸生
- 総合プロデューサー：横澤彪（当時フジテレビ）
- ディレクター：小畑芳和（フジテレビ）
- 制作：フジテレビ第二制作部
- 制作著作：フジテレビ